# RISS. Zeitschrift für Psychoanalyse
RISS. Zeitschrift für Psychoanalyse ist eine deutschsprachige psychoanalytische Zeitschrift interdisziplinärer und internationaler Ausrichtung, die an der vom französischen Psychoanalytiker und Philosophen Jacques Lacan begründeten Theorie und Praxis orientiert ist. Die Zeitschrift wurde 1986 von den Schweizer Psychoanalytikern Dieter Sträuli und Peter Widmer in Zürich begründet und bis 1997 im Eigenverlag (Riss Verlag) in Zürich publiziert.
Von 1998 bis 2013 wurde die RISS vom Wiener Verlag Turia und Kant vertrieben und erhielt den Untertitel Freud – Lacan. Die Herausgeberschaft übernahmen die Psychoanalytiker Raymond Borens, Andreas Cremonini, Christoph Keul, Christian Kläui und Michael Schmidt. 2011 und 2014 sind keine Ausgaben erschienen. Von 2015 bis 2018 wurde sie wieder vom Gründer Peter Widmer im Zürcher Verlag Vissivo weitergeführt.
Seit der Ausgabe 88 (September 2018) erschien der RISS beim Hamburger Verlag Textem und wurde von den Psychoanalytikern Karl-Josef Pazzini, Marcus Coelen und Mai Wegener und der Literatur- und Kulturwissenschaftlerin Judith Kasper herausgegeben, seit 2024 durch den um Camilla Croce und Arnd Wedemeyer erweiterten Herausgeberkreis wiederum in neuer Form im OpenAccess und als Printausgabe mit Unterstützung der Universitätsbibliothek Johann Christian Senckenberg in Frankfurt am Main. Die Zeitschrift richtet sich nach ihren Angaben an ein weiteres Publikum: "Als Leser wünschen wir uns neben praktizierenden Psychoanalytikern jene, die dort tätig sind, wo etwas unerhört ist. Nicht nur Sprachwissenschaftler, Philosophen, Künstler, Kulturschaffende, Pädagogen, Historiker, Ethnologen, sondern alle, die an Grenzen leben oder arbeiten."
Die einzelnen Ausgaben haben jeweils mehrere Beiträge zu einem Schwerpunktthema, z. B. Zwang (#36/1996), Erinnern und Vergessen (#51/2001), Unterscheiden: Lacan/Freud (#85/2017), . Daneben enthält jede Ausgabe Besprechungen aktueller Publikationen.
Die RISS erschien von 1986 bis 2010 dreimal, seit 2012 zweimal im Jahr, begleitet wird sie manchmal von Sonderausgaben, die als RISS+ oder RISS-Materialienbände bezeichnet werden. Folgende Psychoanalytiker, Kulturtheoretiker und Philosophen sind im internationalen Beirat der Zeitschrift vertreten: Monique David-Ménard, Mladen Dolar, Bruce Fink, Cormac Gallagher, Maire Jaanus, Juliet Flower Mac Cannell, Renata Salecl, Hans Saettele, Antonello Sciacchitano, Samuel Weber, Slavoj Žižek und Alenka Zupančič.